# 四青街道
四青街道，是中华人民共和国江西省鹰潭市月湖区下辖的一个乡镇级行政单位。

## 行政区划
四青街道下辖以下地区：
西站社区、岱宝路社区、西湖社区、水泵厂社区、杏树园社区、朱埠社区、站前社区、西门村、上桂村和桥东村。